# Budōkan
Budokan (武道館?, Budōkan) è uno stile di karate riconosciuto dalla World Union Karate Do Organization e dalla World Karate Federation. La Karate Budokan International fu fondata il 17 luglio 1966 da Chew Choo Soot a Petaling Jaya, (Malaysia), e successivamente si espanse in tutto il Mondo.

## Il fondatore
Chew Choo Soot nacque a Alor Star, uno stato settentrionale della Penisola della Malesia, il 7 febbraio, 1922. Da bambino perse il padre e fu educato severamente dal nonno, un anziano studioso di Confucio, della vecchia suola cinese, che credeva nell'istruzione attraverso i libri e non nelle arti marziali.
All'età di 15 anni, Chew Choo Soot iniziò ad interessarsi al sollevamento pesi e si iscrisse per allenarsi in una piccola palestra di culturismo a Epoh. A seguito della sua dedizione ed allenamento, divenne il campione Malese di sollevamento pesi nelle categorie di pesi medi e leggeri negli anni: 1939, 1941 e 1942. Durante quegli anni iniziò a interessarsi alle arti marziali e intraprese la pratica di judo, jujitsu e wrestling.
Fu all'età di 20 anni che Chew fu introdotto al Karate-Do, durante l'occupazione giapponese della Malaysia. Successivamente fu contattato da un ufficiale militare giapponese, che dopo averlo visto in buona salute e forte divenne il suo personale allenatore di fitness e sollevamento pesi. Durante una delle sue visite programmate, il giovane Chew vide l'ufficiale mentre praticava dei movimenti, che oggi sono conosciuti come "Kata". Gli stili di karate praticati da quell'ufficiale erano il Keishinkan e lo Shotokan.

## Espansione mondiale

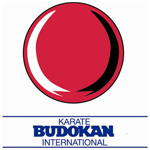
KBI logo

La Karate Budokan International oggi è un'associazione globale ramificata in tutto il mondo, inclusi: Australia, India, Germania, Malaysia, Pakistan, Norvegia, Sri Lanka, Emirati Arabi Uniti, Stati Uniti, Camerun, Galles ed Inghilterra. La sede mondiale della KBI è situata a Noosa, nel Queensland, in Australia.